# Sinagoga nuova di Stettino
La sinagoga nuova di Stettino, oggi scomparsa, era la più grande tra le sinagoghe della città di Stettino. Costruita tra il 1873 e il 1875 in stile neomoresco, la sinagoga fu incendiata e distrutta dai nazisti durante la notte dei cristalli nel novembre 1938 e quindi completamente demolita nel corso del 1940.

## Storia
La comunità ebraica di Stettino era cresciuta rapidamente nell'Ottocento e necessitava di più ampi luoghi di culto. La sinagoga nuova fu costruita nel sito di un precedente edificio sinagogale, una piccola costruzione in legno completata nel 1834-35 ed ampliata nel 1854 sotto la guida del rabbino W. A. Meisel, ma divenuta del tutto insufficiente per i bisogni della comunità. Già nel 1860 il nuovo rabbino Abraham Treuenfels intraprese i preparativi per la nuova costruzione; i lavori cominciarono ufficialmente il 29 luglio 1873 con la demolizione del vecchio edificio e la posa della prima pietra.
Il progetto della sinagoga è dovuto ai famosi architetti berlinesi Hermann Ende e Wilhelm Böckmannann. La gestione della costruzione avvenne sotto la responsabilità di Conrad Kruhl, capo architetto della città di Stettino.

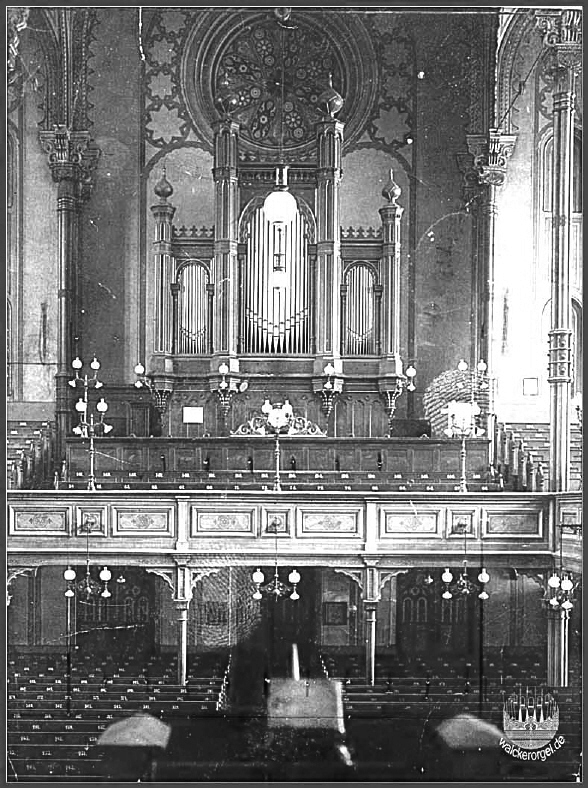
Linterno della sinagoga nel 1914 con l'organo

Architettonicamente, la sinagoga si presentava come un misto di stile neomoresco associato a elementi neoclassici. La facciata, in mattoni rossi come gli edifici d'intorno, si ispirava a quella del Leopoldstädter Tempel di Vienna, progettato da Ludwig Förster negli anni 1854-58. Era divisa in cinque parti, diverse per altezza, con l'ingresso principale segnato da un portico con tre archi e sormontato dalle tavole della legge. La cornice superiore, costituita da un fregio a più elementi sostenuto da delicati archi, era scandita in ogni angolo dell'edificio, da torrette basse coperte da una cupola, come piccoli minareti.
L'interno, orientaleggiante, poteva ospitare circa 1.600 persone a sedere, da 800 a 900 uomini al piano terra e 750 donne nelle gallerie al piano superiore. La cupola poggiava su quattro sottili colonne di ferro; inizialmente la volta interna non era dipinta. La sinagoga aveva un organo, opera ideata dal costruttore di organi di Stettino, Emil Kaltschmidt, sotto la supervisione del direttore musicale della città, Karl Adolf Lorenz.
L'edificazione della sinagoga costò alla comunità ebraica oltre 200.000 marchi. L'inaugurazione avvenne il 3 maggio 1875, alla presenza delle autorità civili e religiose della città, inclusi i rappresentanti di molte congregazioni protestanti. La celebrazione fu presieduta dal rabbino Abraham Treuenfels, che rimarrà a capo della comunità fino al 1879, succeduto quindi da Heinemann Vogelstein.
Nel corso dei decenni furono apportate molte migliorie. Nel 1887 la sinagoga fu dotata di riscaldamento e nel 1910 l'illuminazione elettrica prese il posto di quella a gas. Si ampliarono anche le scale di accesso al matroneo. Importanti lavori furono effettuati nel 1914 dopo l'arrivo nel 1912 del nuovo rabbino capo Max Wiener: fu installato un nuovo e più efficiente impianto di riscaldamento, il soffitto della cupola fu verniciato in blu ed oro, e l'organo fu spostato sulla parete opposta all'Arca Santa e rinnovato dalla ditta EF Walcker & Cie di Ludwigsburg.
Dopo la prima guerra mondiale, una targa fu apposta sulla galleria occidentale, in memoria dei 70 soldati ebrei morti sul fronte.

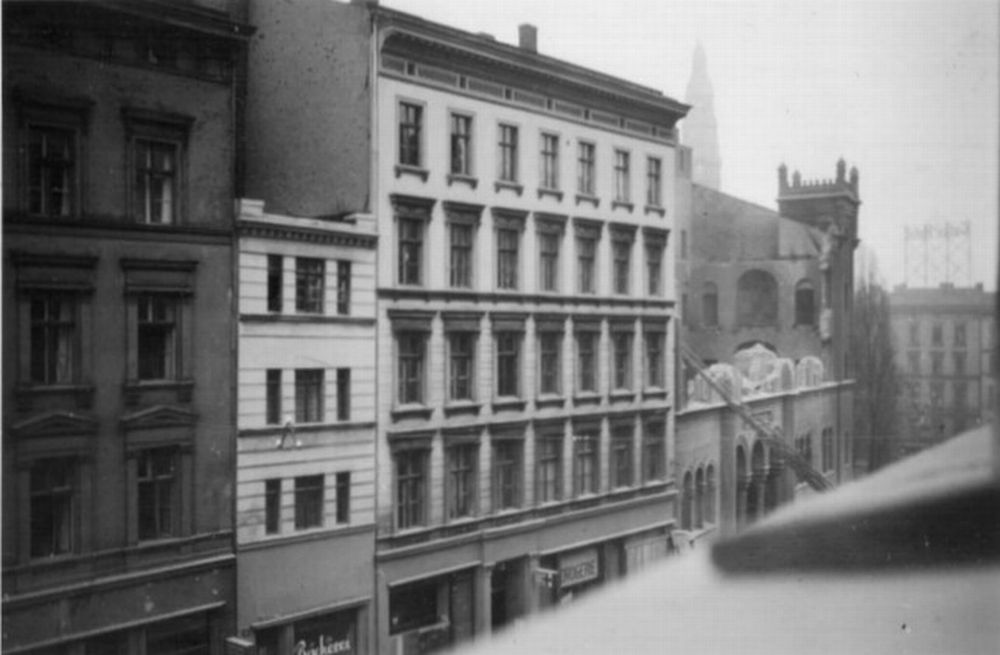
Le rovine della sinagoga dopo l'incendio nella notte dei cristalli (novembre 1938)

Con il periodo nazista si interruppe il felice rapporto che aveva unito la comunità ebraica al resto della città; a poco valsero gli sforzi dei rabbini Max Elk (1926-35) e K. Richter (1936-38). Nella notte dei cristalli, tra il 9 e il 10 novembre 1938, la sinagoga venne incendiata dai nazisti. Un membro della comunità e il guardiano della sinagoga riuscirono a salvare qualche rotolo della Torah, ma la sinagoga fu completamente devastata. I muri ancora in piedi e pericolanti furono fatti saltare con la dinamite; non restarono che le rovine, totalmente rimosse anch'esse nel 1940. L'intera comunità perirà nell'Olocausto assieme al suo ultimo rabbino H. Finkelscherer (1938-40). La sinagoga non sarà più ricostruita; al suo posto sorgono oggi dei palazzi residenziali.

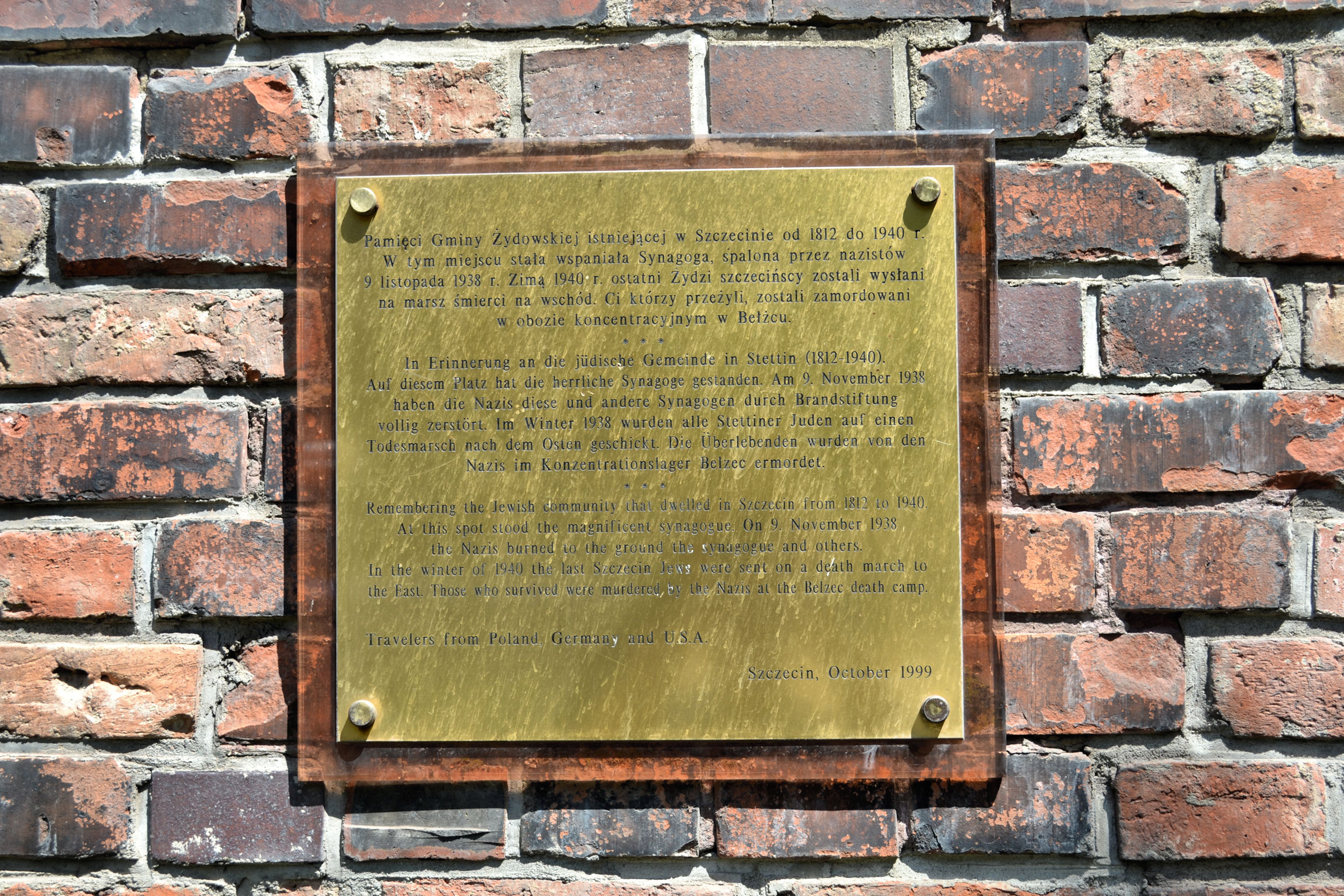
La targa commemorativa

Una targa commemorativa in rame è stata posta nell'ottobre 1999, nel sito della sinagoga distrutta. Questa targa, inaugurata alla presenza delle autorità della città, del console generale della Germania e dei rappresentanti della comunità ebraica, reca la seguente iscrizione in polacco, tedesco e inglese:
"In memoria della comunità ebraica vissuta a Stettino dal 1812 al 1940. In questo luogo sorgeva la magnifica sinagoga. Il 9 novembre 1938 i nazisti bruciarono completamente questa ed altre sinagoghe. Durante l'inverno del 1940, gli ultimi ebrei di Stettino furono inviati ad est in una marcia della morte. Coloro che sopravvissero furono assassinati dai nazisti nel campo di sterminio di Bełżec."